# اتنگ گاگ
اتنگ گاگ (به لاتین: Athang Gewog) یک منطقهٔ مسکونی در بوتان (کشور) است که در ناحیه وانگدودودرنگ واقع شده‌است. اتنگ گاگ ۷۴۶ کیلومتر مربع مساحت دارد.